# Regalia cesarskie

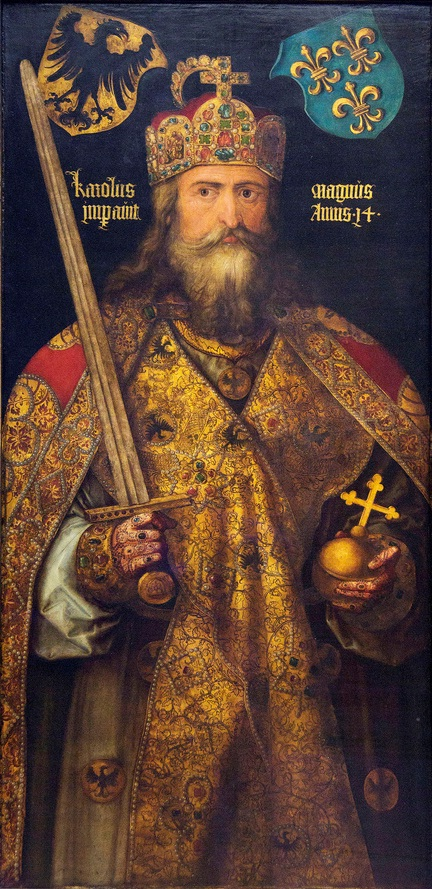
Karol Wielki z insygniami Rzeszy, pędzla Albrechta Dürera

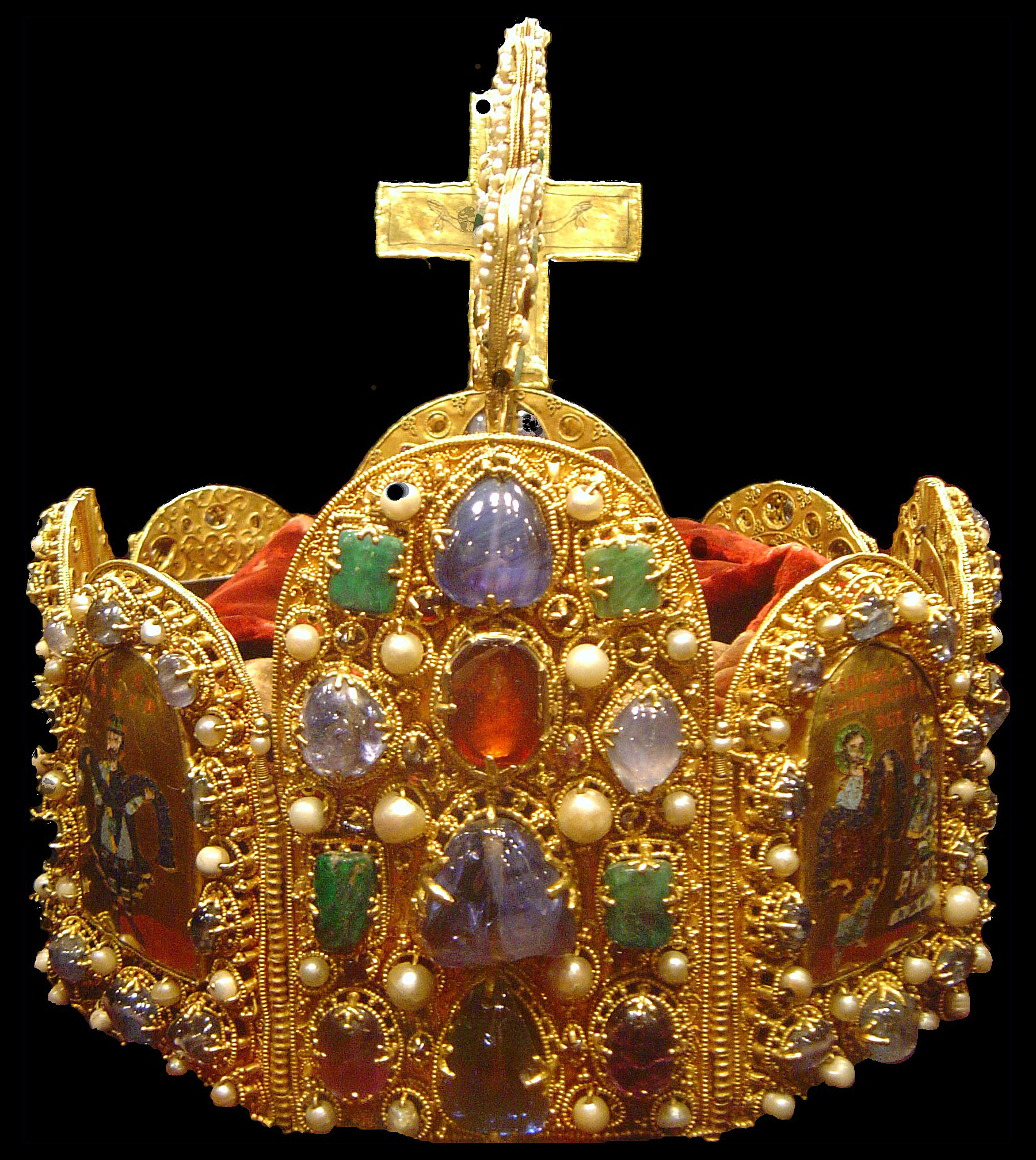
Korona Rzeszy(Reichskrone)

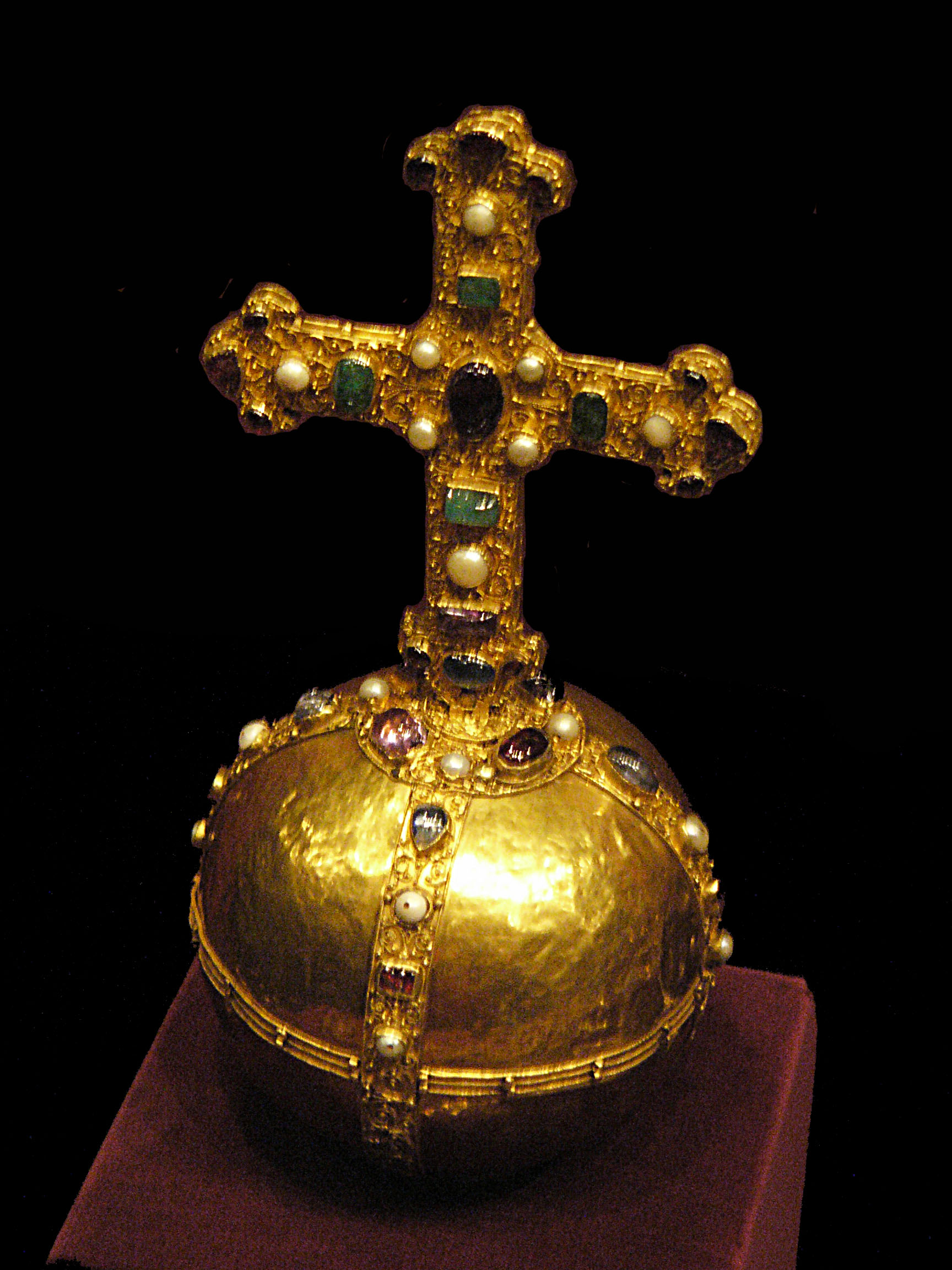
Jabłko cesarskie (Reichsapfel)

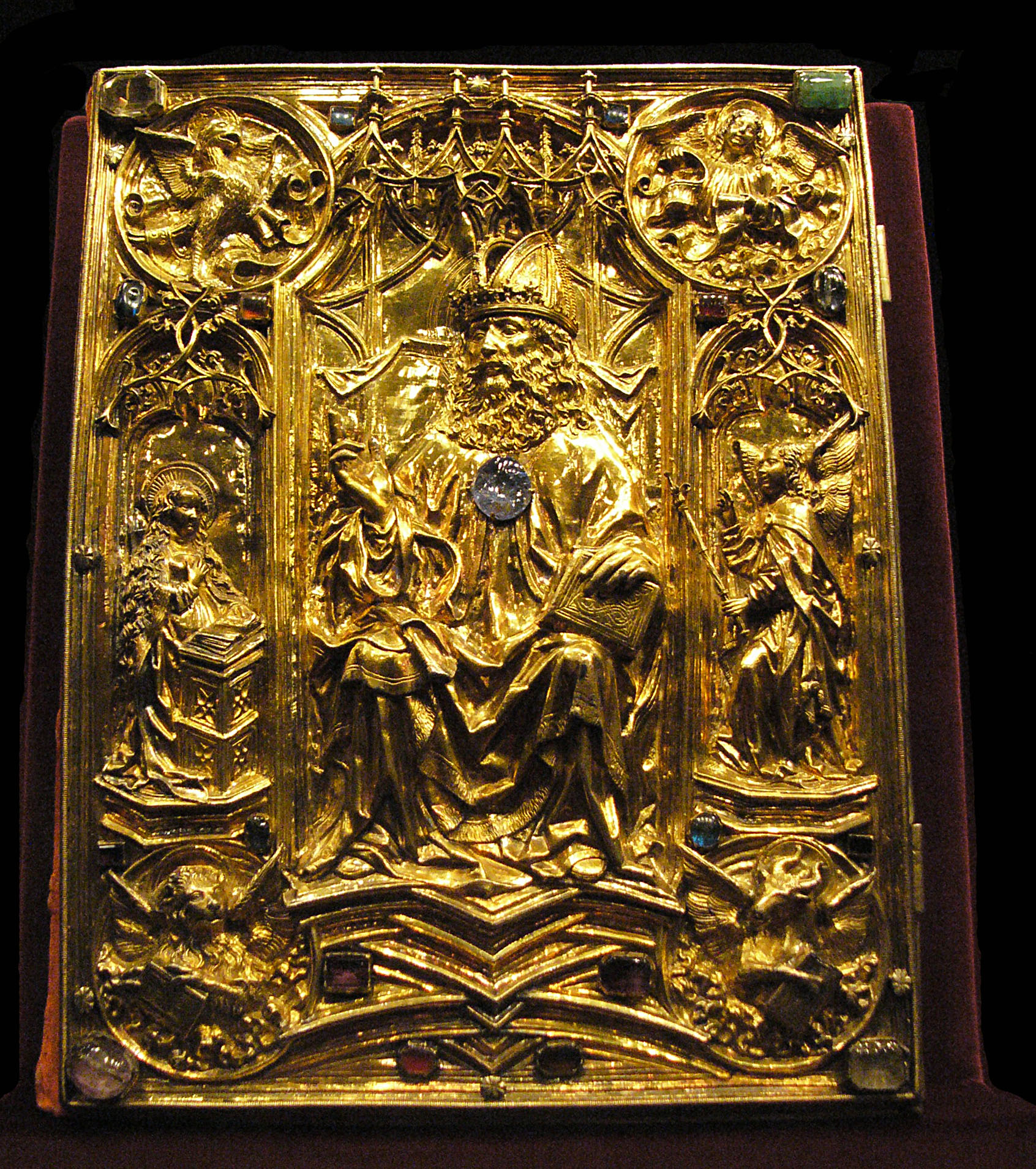
Ewangeliarz koronacyjny (Krönungsevangeliar)

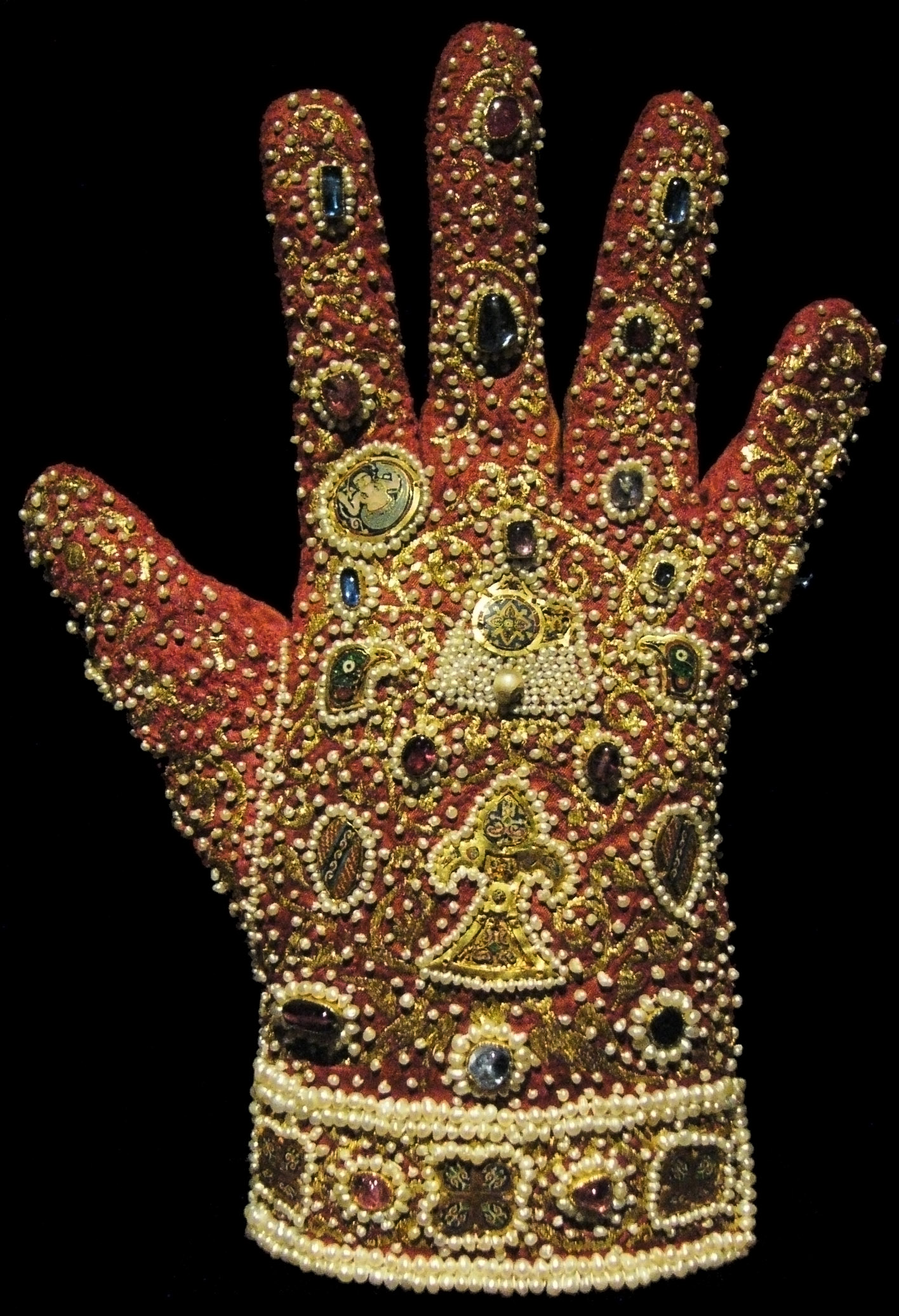
Rękawice z Palermo (przed 1220)

Regalia cesarskie (niem. Reichskleinodien, Reichsinsignien lub Reichsschatz) – insygnia koronacyjne królów i cesarzy Świętego Cesarstwa Rzymskiego. Insygnia te wraz z wieloma relikwiami świętych nazywane były Rzeszą. Określały one szczególne prawa polityczne w chrześcijańskiej Europie łacińskiej, oraz tożsamość państwową odnowionego przez Karola Wielkiego cesarstwa rzymskiego. W skład zespołu regaliów cesarskich wchodzą m.in. Korona Rzeszy, Włócznia Świętego Maurycego, Krzyż Rzeszy, miecz Rzeszy, obecnie znajdujące się w Skarbcu (Schatzkammer) w wiedeńskim Hofburgu.

## Lista insygniów cesarskich
Zespół insygniów i klejnotów cesarskich dzieli się na dwie części. Najważniejszą grupę tworzą Klejnoty norymberskie (Nürnberger Kleinodien). Nazwa wywodzi się od miejsca pochówku i wystawiania insygniów, miasta Norymbergi, gdzie regalia przechowywano w latach 1424-1796. Zespół ten tworzy Korona Rzeszy, stroje koronacyjne, Jabłko Rzeszy (globus cruciger), Berło Rzeszy, Miecz Rzeszy, miecz ceremonialny, Krzyż Rzeszy, Włócznia Świętego Maurycego oraz zespół relikwiarzy (z wyjątkiem tzw. Puzdra Św. Szczepana).
Puzdro Świętego Szczepana, Ewangeliarz koronacyjny oraz tzw. Saber Karola Wielkiego były przechowywane w Akwizgranie do roku 1794. Insygnia te tworzą zespół Klejnotów akwizgrańskich (Aachener Klenodien). W tym karolińskim mieście miały miejsce koronacje królów niemieckich.
| Regalia akwizgrańskie (Aachener Kleinodien)                      | Przypuszczalne miejsce i data wykonania dzieła |
| ---------------------------------------------------------------- | ---------------------------------------------- |
| Ewangeliarz koronacyjny (Reichsevangeliar or Krönungsevangeliar) | Akwizgran, schyłek VIII w.                     |
| Puzdro Świętego Szczepana (Stephansbursa)                        | Państwo karolińskie, 1 tercja IX w.            |
| Tzw. Saber Karola Wielkiego (Säbel Karl des Großen)              | Wschodnia Europa, 2.poł. IX w.                 |
| Regalia norymberskie (Nürnberger Kleinodien)                     | Przypuszczalne miejsce i data wykonania dzieła |
| Korona Rzeszy (Reichskrone)                                      | Nadrenia, 2 poł. X w.                          |
| Krzyż Rzeszy (Reichskreuz)                                       | Nadrenia lub Lotaryngia, ok. 1024/1025         |
| Święta Włócznia (Heilige Lanze)                                  | Tereny Longobardów, VIII/IV w.                 |
| Partykuła Krzyża Świętego (Kreuzpartikel)                        |                                                |
| Miecz cesarski (Reichsschwert)                                   | Niemcy, 2 tercja XI w.                         |
| Jabłko cesarskie (Reichsapfel)                                   | Zachodnie Niemcy, schyłek XII w.               |
| Płaszcz koronacyjny (Krönungsmantel) (Pluviale)                  | Palermo, 1133/24                               |
| Alba                                                             | Palermo, 1181                                  |
| Dalmatyka                                                        | Palermo, ok. 1140                              |
| Pończochy                                                        | Palermo, ok. 1170                              |
| Obuwie                                                           | Palermo, ok. 1130 lub ok. 1220                 |
| Rękawice                                                         | Palermo, 1220                                  |
| Miecz ceremonialny (Zeremonienschwert)                           | Palermo, 1220                                  |
| Stuła (Stola)                                                    | Włochy, przed 1338                             |
| Tzw. Orla Dalmatyka (Adlerdalmatica)                             | Górne Niemcy, przed 1350                       |
| Berło cesarskie (Zepter)                                         | Niemcy, 1 połowa XIV wieku                     |
| Kropidło                                                         | Niemcy, 1 połowa XIV w.                        |
| Relikwiarz z ogniwami łańcucha                                   | Rzym lub Praga, ok. 1368                       |
| Relikwiarz z fragmentami szat Św. Jana                           | Rzym lub Praga ok. 1368                        |
| Relikwiarz z fragmentami drewna z szopy Dzieciątka Jezus         | Rzym lub Praga ok. 1368                        |
| Relikwiarz ramienia Świętej Anny                                 | Praga, po 1350                                 |
| Relikwiarz zęba Jana Chrzciciela                                 | Czechy, po 1350                                |
| Case (Futteral) of the Imperial Crown                            | Praga, po 1350                                 |
| Relikwiarz z pamiątkami po Ostatniej Wieczerzy                   |                                                |